# Henri Frankfort

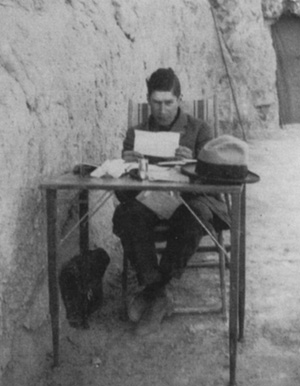
Frankfort in den 1930er Jahren

Henri Frankfort (* 24. Februar 1897 in Amsterdam; † 17. Juli 1954 in London) war ein niederländischer Archäologe, Altorientalist und Ägyptologe.
Henri Frankfort studierte Geschichte, Archäologie und Arabisch. 1922 nahm er an Ausgrabungen in Ägypten teil. Anschließend führten ihn Studienreisen 1922 und 1924/25 auf den Balkan und in den Nahen Osten. Zwischen 1925 und 1929 nahm er an Ausgrabungen in Amarna, Abydos und Armant teil. Zwischen 1929 und 1937 leitete er die Ausgrabungen des Oriental Institute der Universität Chicago in Mesopotamien, zunächst in Dur Scharrukin, ab 1930 als Leiter der Iraq Expedition mit Grabungen in Tell Asmar, Ḫafāǧī, Iščāli und Tell Aqrab. 1938 begann Frankfort mit seiner Lehrtätigkeit, die ihn bis 1954 nach Chicago und London führte. Zudem war Henri Frankfort von 1949 bis 1954 Direktor des Warburg-Instituts der Universität London. Dank seinen großen Kenntnissen in der Ägyptologie und der Vorderasiatischen Archäologie war Frankfort grundlegend an der Entwicklung von Vergleichen beider Studieninhalte beteiligt.
1944 wurde er zum korrespondierenden Mitglied der Königlich Niederländischen Akademie der Wissenschaften (KNAW) gewählt, 1950 wurde er auswärtiges Mitglied. Seit 1948 war er gewähltes Mitglied der American Philosophical Society. In seinem Todesjahr 1954 wurde er korrespondierendes Mitglied der British Academy.

## Schriften (Auswahl)
- Kingship and the Gods. Chicago 1948.
- zusammen mit Peter Dülberg: Frühlicht des Geistes. Wandlungen des Weltbildes im alten Orient. Kohlhammer, Stuttgart 1954.
- Alter Orient – Mythos und Wirklichkeit. 2. Auflage, Kohlhammer, Stuttgart u. a. 1981, ISBN 3-17-007220-X.